# Burgenland Schnellstraße
Droga ekspresowa S31 (Burgenland Schnellstraße) – droga ekspresowa w Austrii, w kraju związkowym Burgenland, o długości 66 km. 